# الديمقراطية الليبرالية (حزب سياسي)
الديمقراطية الليبرالية (بالفرنسية: Démocratie libérale)‏، هو حزب سياسي فرنسي، تأسس في عام 1997 وحُل في عام 2002. يصنف على اليمين، ورأسه آلان مادلين خلال فترة وجوده.
انبثق الحزب عن الحزب الجمهوري، وكان في البداية عضوًا في الاتحاد من أجل الديمقراطية الفرنسية، قبل أن يستقل ويشهد انشقاقًا في عام 1998، عندما دعم الحزب انتخاب رؤساء المجالس الإقليمية للاتحاد الديمقراطي الفرنسي بأصوات الجبهة الوطنية.
في الانتخابات الأوروبية لعام 1999، عقد الحزب تحالفًا مع التجمع من أجل الجمهورية لكنه لم يحقق نجاحًا. ترشح آلان مادلين بعد ذلك للانتخابات الرئاسية لعام 2002، حيث حصل على 3.9٪ من الأصوات، بينما كانت غالبية نواب حزبه انضموا إلى جاك شيراك. حُلَّ حزب الديمقراطية الليبرالية بعد ذلك بفترة وجيزة واندمج في حزب الاتحاد من أجل حركة شعبية.